# ドラドス・デ・シナロア
クルブ・ソシアル・イ・デポルティーボ・ドラドス・デ・シナロア(スペイン語: Club Social y Deportivo Dorados de Sinaloa) 、略称ドラドス・デ・シナロアは、メキシコ合衆国・シナロア州クリアカンを本拠地とするサッカークラブである。

## 歴史
2003年8月9日設立。設立初年度でリーガ・デ・アセンソのアペルトゥーラを制し、リーガMX昇格を果たした。
2005年にはフアン・マヌエル・リージョが監督に就任し、ジョゼップ・グアルディオラが選手としてプレーした。
2006年より2部に降格。2015年には1部復帰を果たすも、翌年再び2部へ降格となった。
2018年9月、ディエゴ・マラドーナを監督に招聘。2季連続でプレーオフ決勝に進出するが、いずれもアトレティコ・サン・ルイスに敗れ昇格を逃した。

## タイトル
- リーガ・デ・アセンソ: 4

Apertura 2003, Clausura 2007, Clausura 2015, Apertura 2016
- コパ・メヒコ: 1

Apertura 2012

## 歴代監督
- フアン・マヌエル・リージョ 2005-2006
- ウーゴ・フェルナンデス 2006-2008
- ディエゴ・マラドーナ 2018-2019
- ホセ・グアダルーペ・クルス 2019
- ダビド・パティーニョ 2020

## 歴代所属選手
- パウリーニョ 2004
- ジョニー・アコスタ 2013
- マティアス・カルダシオ 2016-2017
- ディエゴ・ラトーレ 2003-2004
- ミルトン・カラグリオ 2016
- ジミ・チャラ 2016
- ジェフェルソン・モンテーロ 2008
- セグンド・カスティージョ 2015
- ワルテル・アジョビ 2015
- ハレド・ボルヘッティ 2004
- クアウテモク・ブランコ 2012-2013
- ロベルト・ヌルセ 2015
- ペップ・グアルディオラ 2005-2006
- ジョー・コロナ 2016
- セバスティアン・アブレウ 2005-2006